# 12-а танкова дивизия (Вермахт)
12-а танкова дивизия е една от танковите дивизии на Вермахта по време на Втората световна война.

## История
12-а танкова дивизия е сформирана през октомври 1940 г. от 2-ра пехотна дивизия (моторизирана). Между декември 1940 и юни 1941 г. е разположена в Германия. Участва в нападението на Съветския съюз, между Минск и Смоленск, като часто от група армии „Център“. През септември 1941 г. е прехвърлена към група армии „Север“ и участва в обсадата на Ленинград до ноември 1942 г. След това отново е прехвърлена към група армии Център. Между март и август 1943 г. участва в боевете край Орел, а по-късно в защитните боеве край Днепър. През февруари 1944 г. се завръща на северния сектор на Източния фронт, където е спомената за действията си при отстъплението от Ленинград. През август 1944 г. участва в боевете в Курландия. В началото на 1945 г. е пленена Червената армия.

## Командири
- Генералоберст Йозеф Харпе – (5 октомври 1940 – 15 януари 1942 г.)
- Генерал-лейтенант Валтер Весел – (15 януари 1942 – 1 март 1943 г.)
- Генерал-лейтенант Ерпо фон Боденхаузен – (1 март 1943 – 28 май 1944 г.)
- Генерал-майор Герхард Мулер – (28 май 1944 – 16 юли 1944 г.)
- Генерал-лейтенант Ерпо фон Боденхаузен – (16 юли 1944 – 12 април 1945 г.)
- Оберст фон Уседом – (12 април 1945 – 8 май 1945 г.)

## Носители на награди
- Носители на Значка за близък бой, златна (1)
- Носители на свидетелство за похвала от главнокомандващия на армията (12)
- Носители на Германски кръст, златен (131)
- Носители на Германски кръст, сребърен (2)
- Носители на почетна кръгла тока на сухопътните части (42)
- Носители на Рицарски кръст (54)
- Румънски орден на Михаил смелия, 3-та степен (1)